# Gigantoporidae
Gigantoporidae zijn een familie van mosdiertjes uit de orde Cheilostomatida en de klasse van de Gymnolaemata.

## Geslachten
- Barbadiopsis Winston & Woollacott, 2009
- Cosciniopsis Canu & Bassler, 1927
- Gephyrophora Busk, 1884
- Gigantopora Ridley, 1881
- Stenopsella Bassler, 1952

Niet geaccepteerde geslachten:
- Aptonella Canu & Bassler, 1928 → Cosciniopsis Canu & Bassler, 1927
- Stenopsis Canu & Bassler, 1927 → Stenopsella Bassler, 1952